# Kurmá

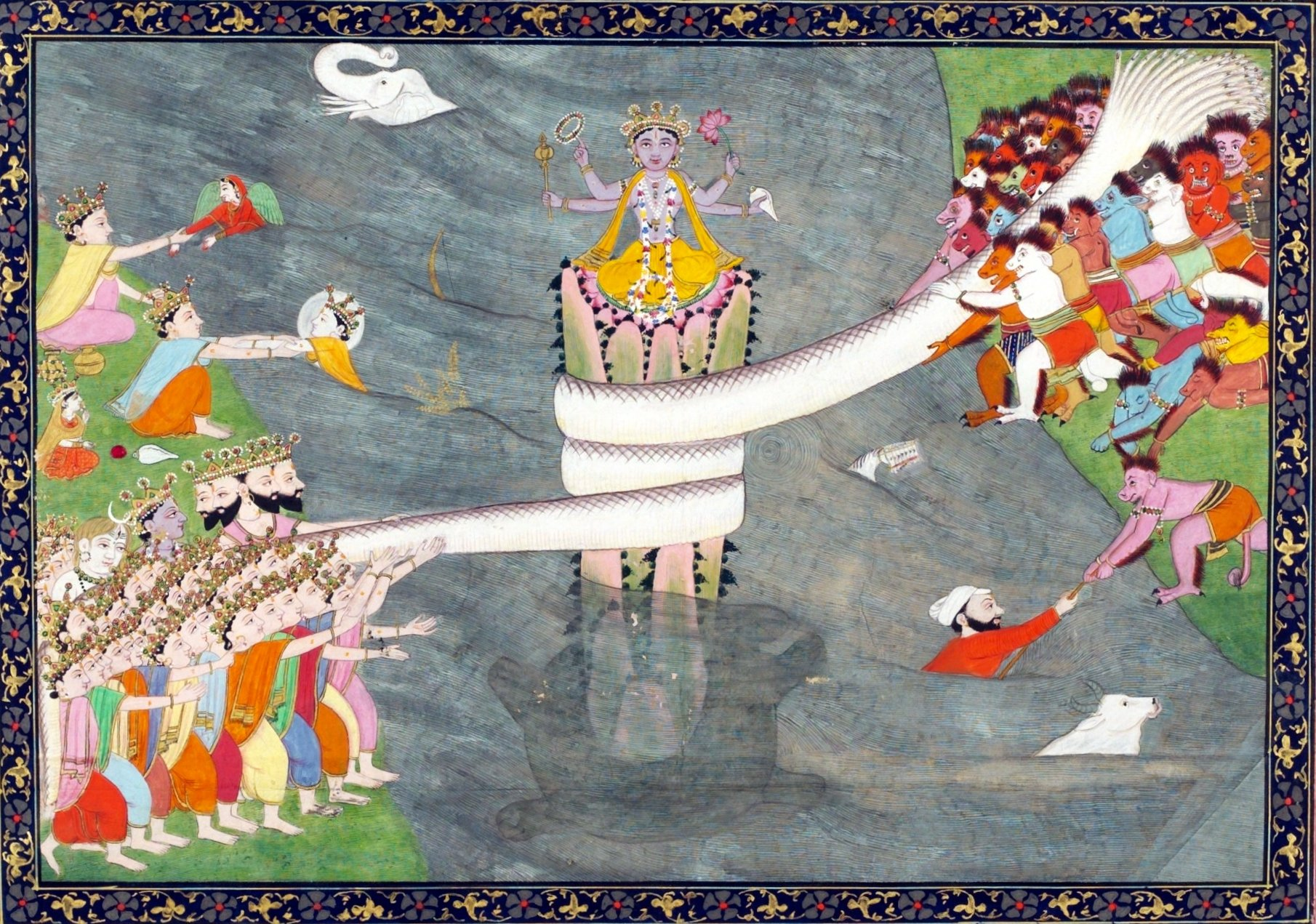
Kurma. Grabado de ca. 1870.

En el hinduismo, Kurma  es la segunda encarnación de Vishnú de acuerdo al Garuda puraṇá y, el decimoprimero según el Bhāgavata puraṇá.
Como Matsya (primer Avatar de Vishnú), también pertenece al período temporal conocido como Satia yuga.

## Representación
Vishnú tomó en esta ocasión la forma de mitad tortuga mitad hombre. Normalmente le muestran teniendo cuatro brazos con cuatro armas.

## Mitología
Tras la Gran Inundación, se sentó en el fondo del océano y sobre su espalda los demás dioses le colocaron una montaña para que sólo ellos pudieran recorrer el mar y encontrar los tesoros de los antiguos pueblos védicos.